# Чарльз Тиррелл
Чарльз Тиррелл — ірландський художник і типограф, який народився в місті Трім у 1950 році. У 1984 році Тиррелл переїхав в місто Еліхіс на півострові Беара у Західному Корку, де живе і працює.
Він регулярно виставляється у галереях в Дубліні. Він представляв Ірландію на Паризькій бієнале в 1982 році. Його роботи знаходяться у колекції Ірландського музею сучасного мистецтва та галереї Х'ю-Лейна. Його перша персональна виставка відбулася у центрі проектних мистецтв в місті Дублін, у 1974 році.
Тиррелл викладав у школі мистецтв імені Дана Лаоґера з 1977 по 1981 рр.
Тиррелл був номінований на премію «Савіллз» у 2017 році.

## Кар'єра
На початку 80-х років минулого століття, коли церква Святого Петра на вулиці Ондже в Дубліні руйнувалася, Тіррелл вирубував деревину з будівлі, яка стала матеріалом для серії тривимірних картин. Під час роботи з деревом Тіррелл використовує безліч методів, а також нанесення фарби, включаючи різання, забивання, спалювання та шліфування. На додаток до малювання на дереві та полотні приблизно в 2000 році Тіррелл почав робити картини на алюмінію. Два роки з 2013 року він працював виключно над алюмінієм.  Описуючи свою роботу над алюмінієм у 2014 році, Тіррелл сказав: «Основною частиною цих творів є те, що я працюю з металевими шпателями і накладаю фарбу… Це дуже особлива взаємодія з фарбою. Уклавши його, зішкребши. Багато лягаючи, відтягуючи назад і дозволяючи металу проникати. Це постійний процес нанесення і видалення фарби, і дуже часто просто залишення цих дуже маленьких тонких залишкових ліній. Це було схоже на малювання фарбою дуже особливим способом, використовуючи ці металеві шпателі».
Тайрелл також виставляв малюнки як на папері, так і безпосередньо на стінах галереї.

## Вплив
Тіррелл відвідував Америку в 80-х роках і цитував художників кольорових полів Кеннета Нолана та Морріса Луїса, а також Марка Ротко та абстрактних експресіоністів.
Він посилався на мінімалізм та художника Сола Левітта, зокрема, говорячи: «Мінімалізм — моя основна лінія. Дивлячись на Сола Льюїтта, я ціную його математичний редуктивізм, але я завжди виступаю з цього».
Він також сказав, що давня ассирійська рельєфна скульптура вплинула на його роботи в інтерв'ю Брайану Макавері.